# Schoenoplectus tabernaemontani
Schoenoplectus tabernaemontani — вид рослин з родини осокових (Cyperaceae); поширення космополітичне.

## Опис
Багаторічна, трав'яниста рослина. Кореневища довгі, товсті, підземні, повзучі, 3–10 мм в діаметрі. Стеблини циліндричні, від сірувато до синювато-зеленого забарвлення, 0.5–3 м × 2–10 мм. Листків 3–4, базальні; піхви мембранно-напівпрозорі; дистальні пластини 2–200 × 1–4 мм, поля часто злегка шорсткі. Суцвіття 2–4 рази розгалужені, складаються з відносно невеликих колосочків, гілки до 15(25) см. Колосочків 15–200, поодинокі або в скупченнях 2–4(7), зазвичай всі одиночні, 3–17 × 2.5–4 мм; остюк прямий або вигнутий, 0.2–0.8 мм. Плоди темно-сіро-коричневі при дозріванні, плоско-опуклі, обернено-яйцеподібний, 1.5–2.8 × 1.2–1.7 мм; дзьоб 0.2–0.4 мм. 2n = 42.

## Поширення
Вид космополітичний. Росте у вологому середовищі, а іноді й на мілководді.

## Використання
Сорт цього виду з яскравими горизонтальними білими або жовтуватими смугами, S. tabernaemontani 'Zebrinus', продається як декоративна рослина для водних садів і озеленення. Є також суцільно білі та жовті сорти. Рослина їстівна.

## Галерея

кореневище
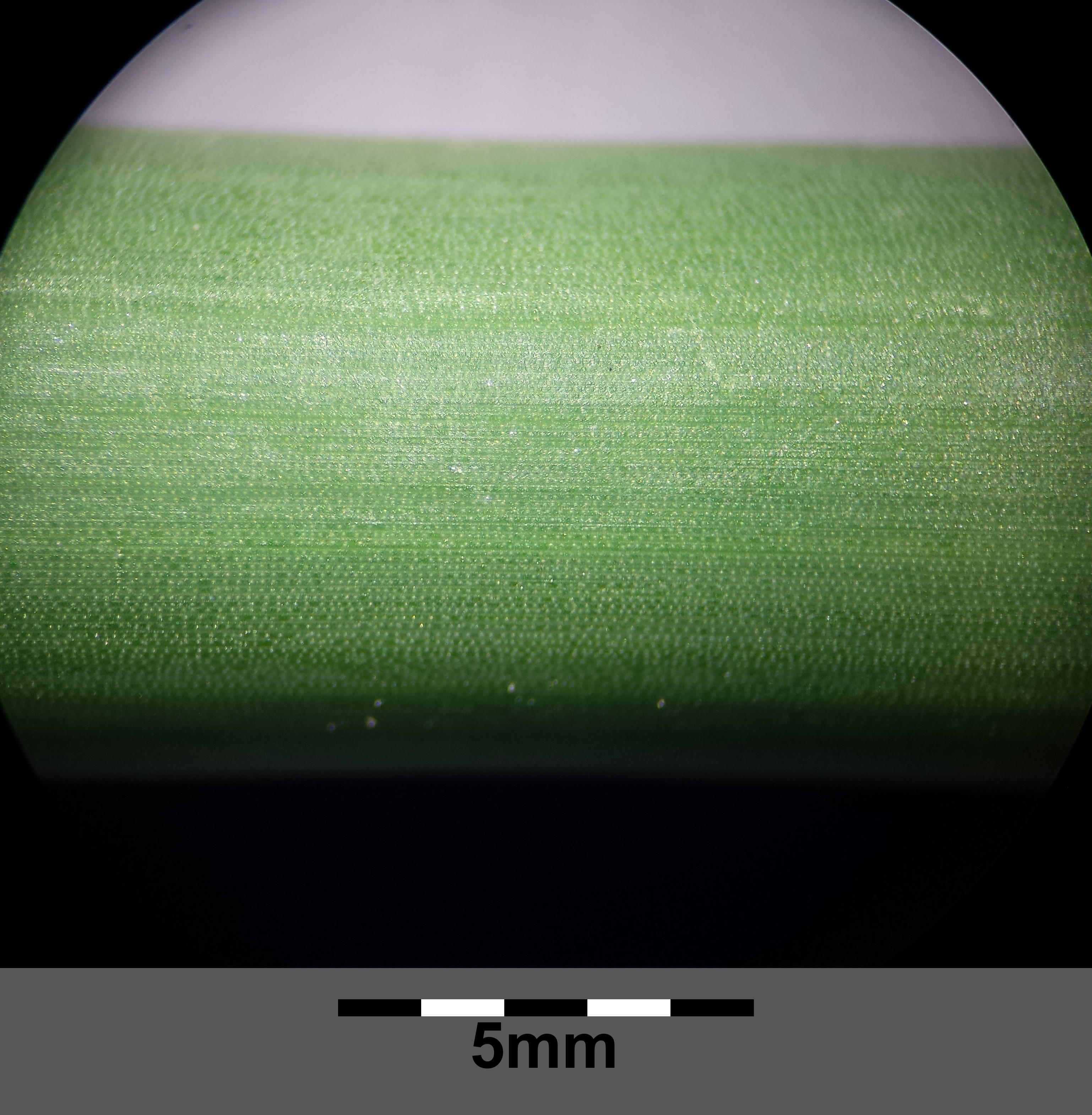
стебло в деталях
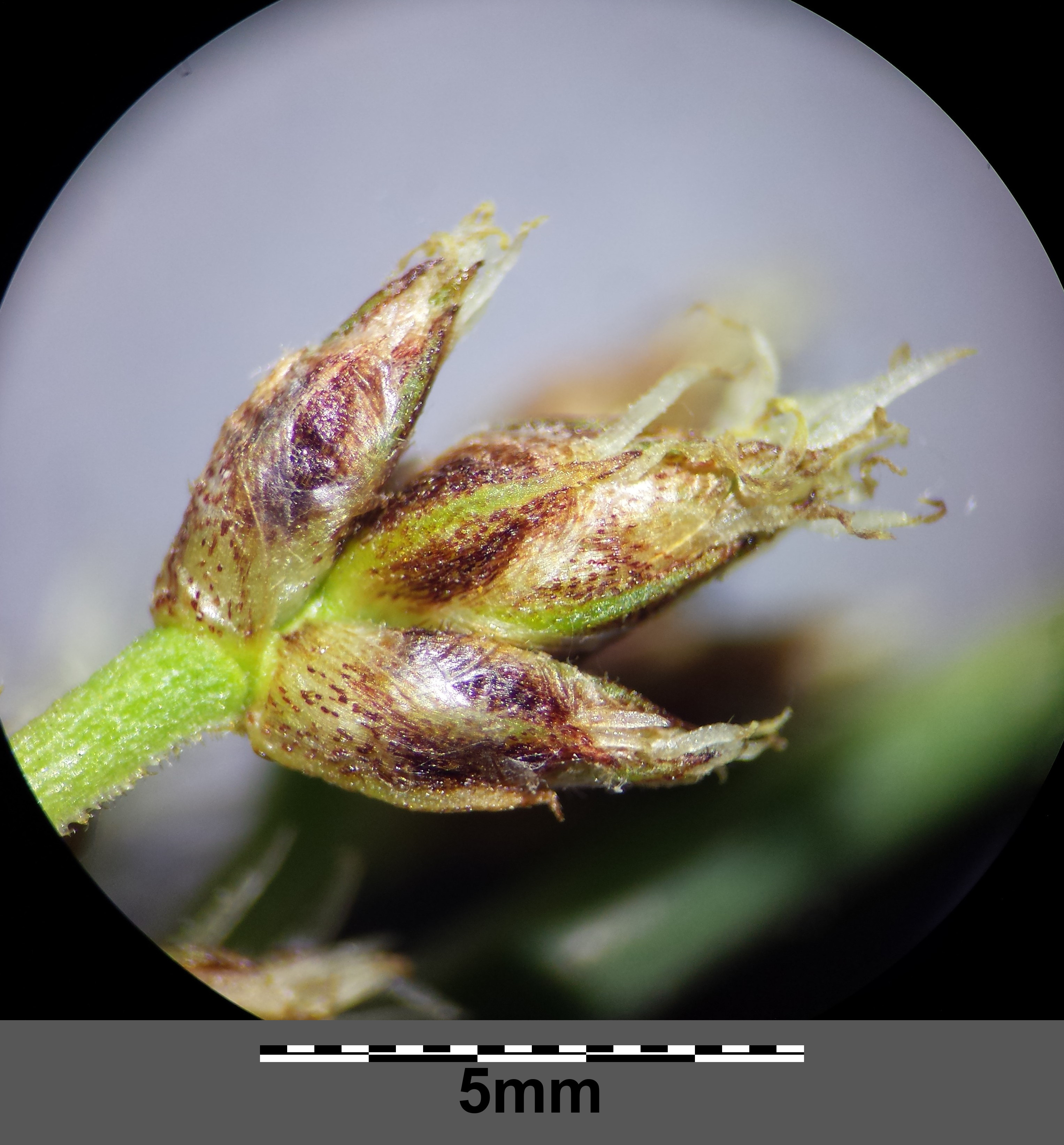
суцвіття
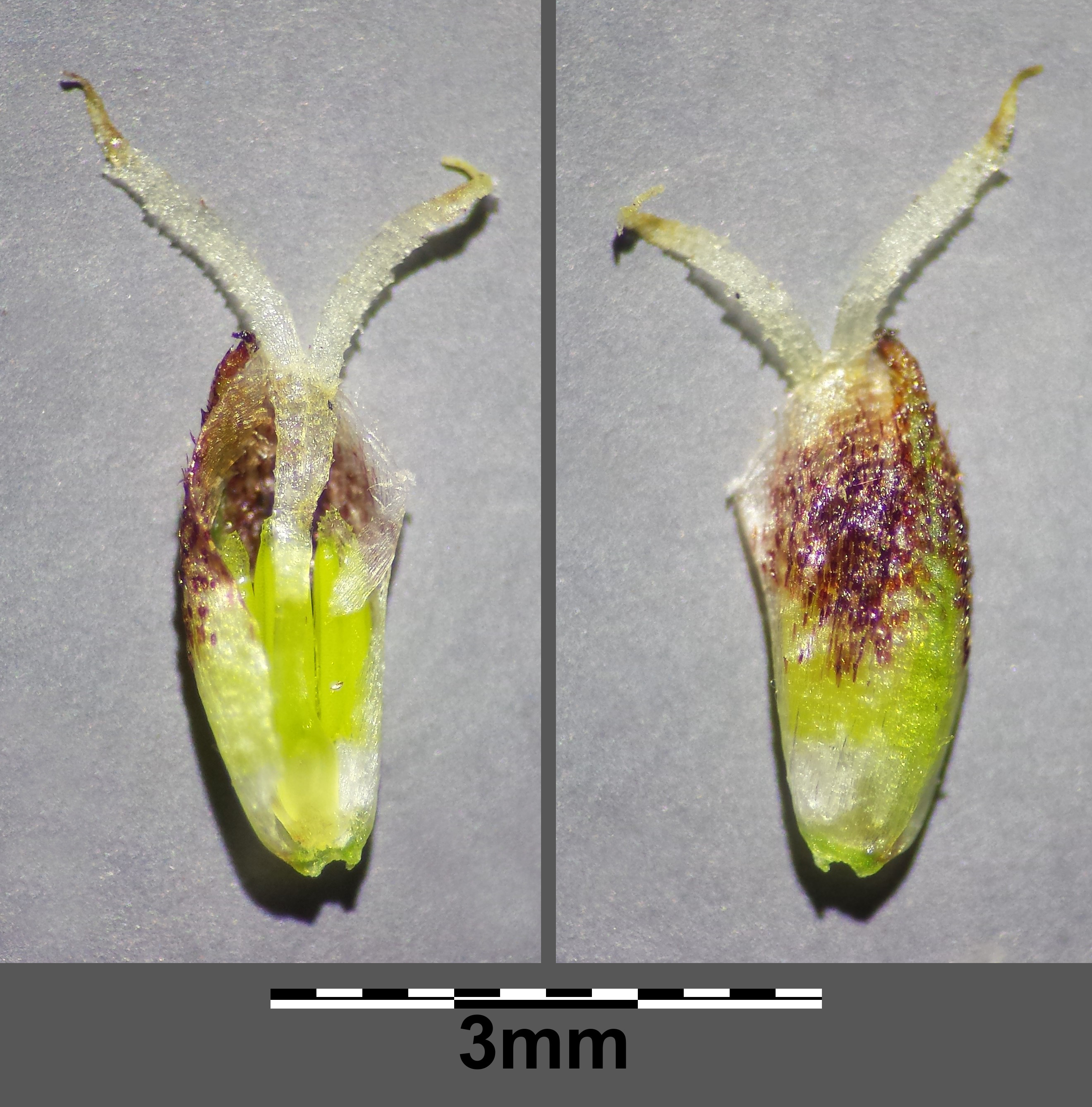
квітка з приквітком
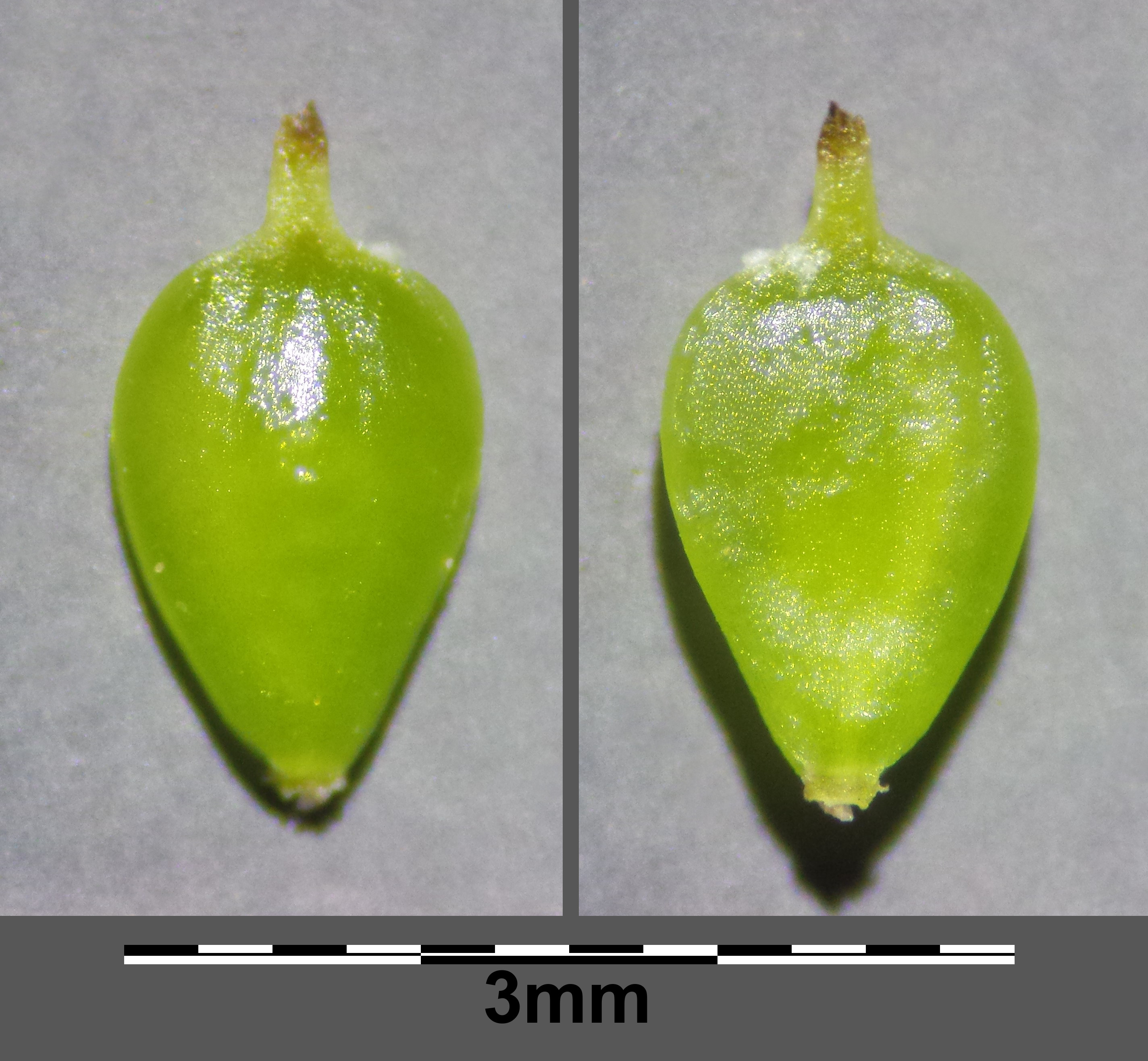
плід